# بازجویی از یک شهروند دور از سوءظن
بازجویی از یک شهروند دور از سوءظن (ایتالیایی: Indagine su un cittadino al di sopra di ogni sospetto) فیلمی در ژانر درام و جنایی به کارگردانی الیو پتری است که در سال ۱۹۷۰ منتشر شد. از بازیگران آن می‌توان به جان ماریا ولونته، فلوریندا بولکن و سالوو رندونه اشاره کرد. این فیلم برنده جایزه اسکار بهترین فیلم خارجی زبان ۱۹۷۰ شده‌است.